# Cães jogando pôquer
Cães Jogando Pôquer refere-se a uma pintura de 1894, uma série de dezesseis quadros realizada em 1903, e um quadro de 1910, todos realizados pelo pintor estadunidense Cassius Marcellus Coolidge (18 de setembro de 1844 – 13 de janeiro de 1934). Ao total, são 18 obras que mostram cães com atitudes humanas. Desses 18 quadros, 11 exibem os cachorros jogando pôquer. As outras os mostram fumando cigarros, dançando, jogando beisebol ou testemunhando no tribunal. A série se tornou conhecida como exemplo de kitsch, sendo reproduzida em artigos de decoração e referenciada na cultura pop.
O primeiro quadro da série, chamado Poker Game, foi pintado em 1894; a esse se seguiu uma série de dezesseis pinturas encomendadas pela empresa Brown and Bigelow em 1903 para anunciar charutos, e mais um quadro em 1910.
Em 15 de fevereiro de 2005, as pinturas A Bold Bluff e Waterloo foram vendidas por US$ 504.400, superando um recorde nas vendas de um Coolidge. O primeiro quadro da série, Poker Game, foi vendido em leilão por US$ 658,000 em 2015.

## Lista completa das obras
- A Bachelor's Dog
- A Bold Bluff
- Breach of Promise Suit
- A Friend in Need
- His Station and Four Aces

- New Year's Eve in Dog Ville
- One to Tie Two to Win
- Pinched with Four Aces
- Poker Sympathy
- Post Mortem
- The Reunion
- Riding the Goat
- Sitting up with a Sick Friend
- Stranger in Camp
- Ten Miles to a Garage
- Waterloo: Two

Em pinturas similares em 1910, surge "Parece Que Temos um Quadra". Outras pinturas de Coolidge apresentando cães antropomorfizados incluem "Kelly Pool", que mostra cães jogando bilhar.
Algumas das composições na série são baseadas em pinturas de jogadores de cartas humanos de artistas como Caravaggio, Georges de La Tour e Paul Cézanne.
Em 15 de fevereiro de 2005, os originais de "A Bold Bluff" e "Waterloo" foram leiloados em conjunto para um comprador não revelado por US $590,400. O preço mais alto anterior para uma obra de Coolidge foi de US $74,000. Em 2015, "Poker Game" foi vendido por US $658,000, o preço mais alto já pago por uma obra de Coolidge.